# Gajog-ui tansaeng
Gajog-ui tansaeng (가족의 탄생?), noto anche con il titolo internazionale Family Ties, è un film del 2006 scritto e diretto da Kim Tae-yong.

## Trama
Le storie di due famiglie si sviluppano contemporaneamente: quella di Mi-ra, proprietaria di un ristorante che vede sconvolgersi le proprie abitudini quotidiane dall'arrivo di suo fratello e della sua famiglia, e quella di Sun-kyung, ragazza che prova nei confronti di sua madre rancore e odio.